# Pustevny
Przełęcz Pustevny (1018 m n.p.m.) – szeroka przełęcz w Beskidzie Morawsko-Śląskim, położona pomiędzy szczytami Radhošť (1129 m n.p.m., na zachodzie) i Tanečnice (1084 m n.p.m., na wschodzie) w granicach gminy Prostřední Bečva, w powiecie Vsetín w kraju zlińskim.
Na przełęczy znajduje się kompleks schronisk turystycznych, w tym dawna „Chata Šumná”, duży hotel „Tanečnica” oraz dwa zabytkowe obiekty projektu Dušana Jurkoviča z końca XIX wieku („Libušín” i „Maměnka”). Pustevny są licznie odwiedzane przez turystów, którzy docierają tu m.in. koleją krzesełkową z Trojanovic (od północy) lub szosą z miejscowości Prostřední Bečva (od południa, dojazd do parkingu nieco poniżej przełęczy).
Najnowszą atrakcją turystyczną jest ukończony w 2019 r. skywalk w formie "Ścieżki w koronach drzew", pod nazwą "Stezka Valaška". Wyprowadza on na wzniesienie 1077 m n.p.m., usytuowane na północny wschód od siodła przełęczy.